# متیلن‌دی‌اکسی‌سیکلوپروپیل‌متیل‌آمفتامین
متیلن‌دی‌اکسی‌سیکلوپروپیل‌متیل‌آمفتامین (به انگلیسی: Methylenedioxycyclopropylmethylamphetamine) با فرمول شیمیایی C۱۴H۲۱NO۲ یک ترکیب شیمیایی است. که جرم مولی آن ۲۳۵٫۳۲۵ g/mol می‌باشد. 